# 1951年の航空
< 1951年
1950年の航空 - 1951年の航空 - 1952年の航空

## 航空に関する出来事

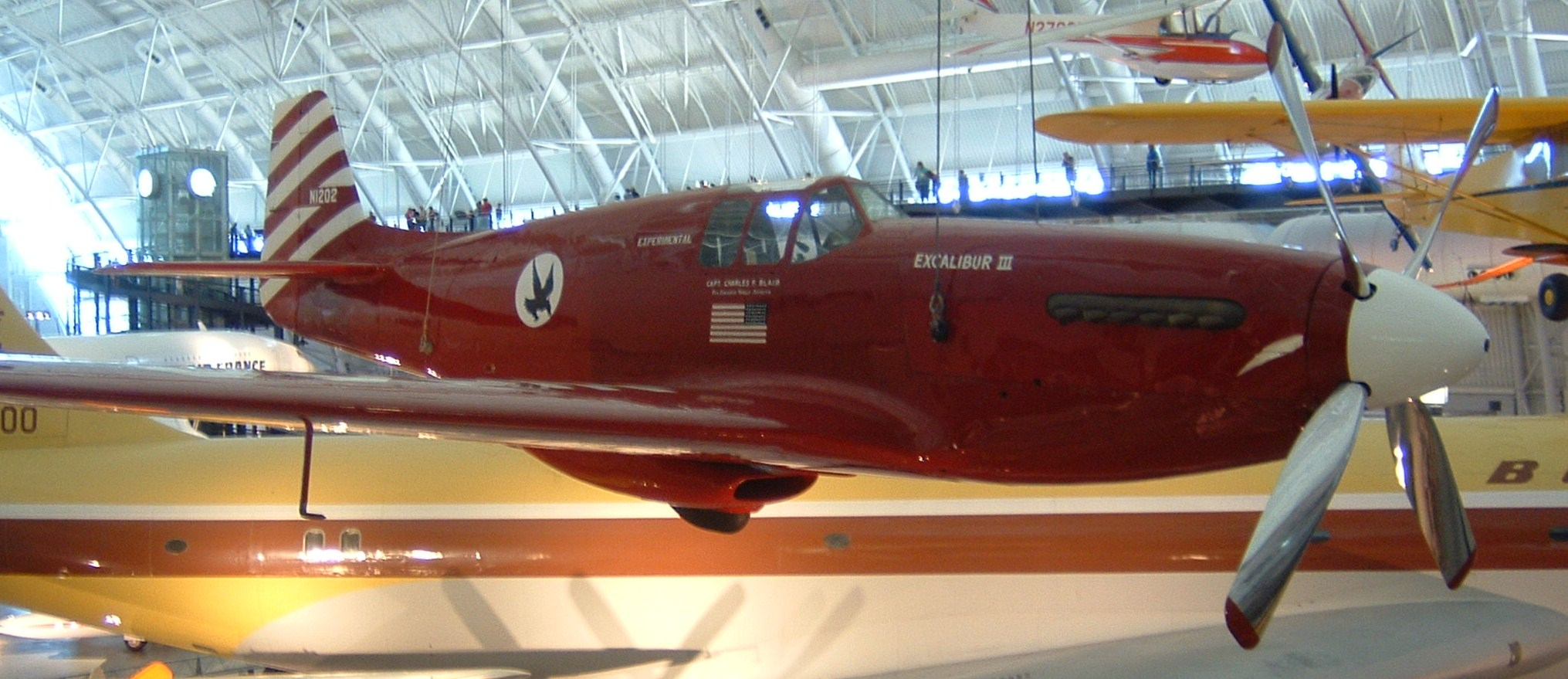
P-51 エクスカリバーIII

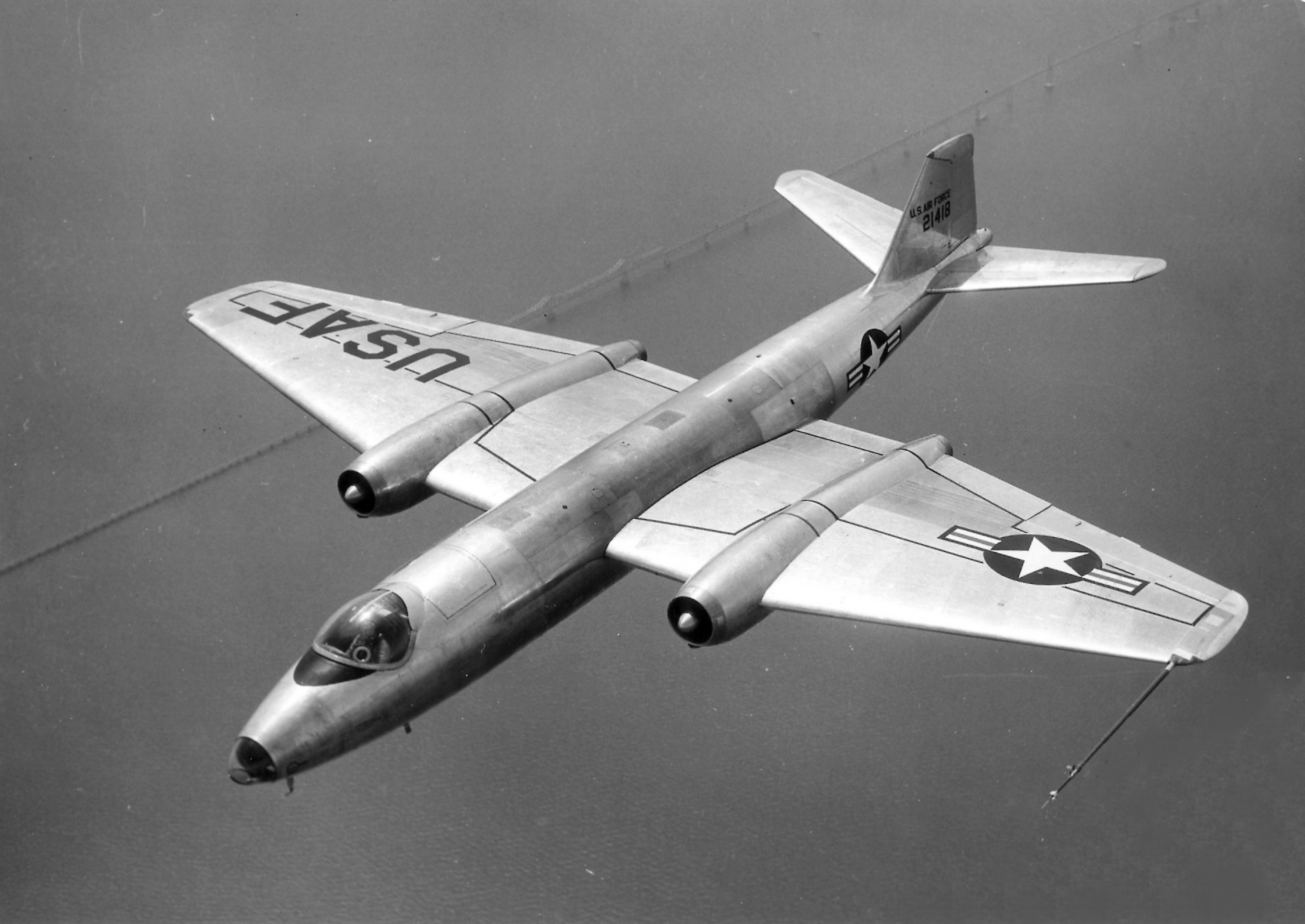
B-57A キャンベラ

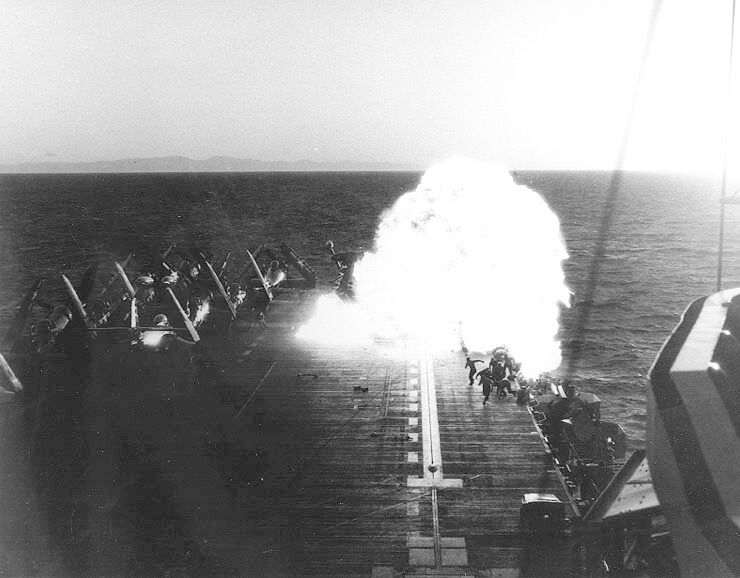
エセックス上で爆発炎上するF2H-2バンシー

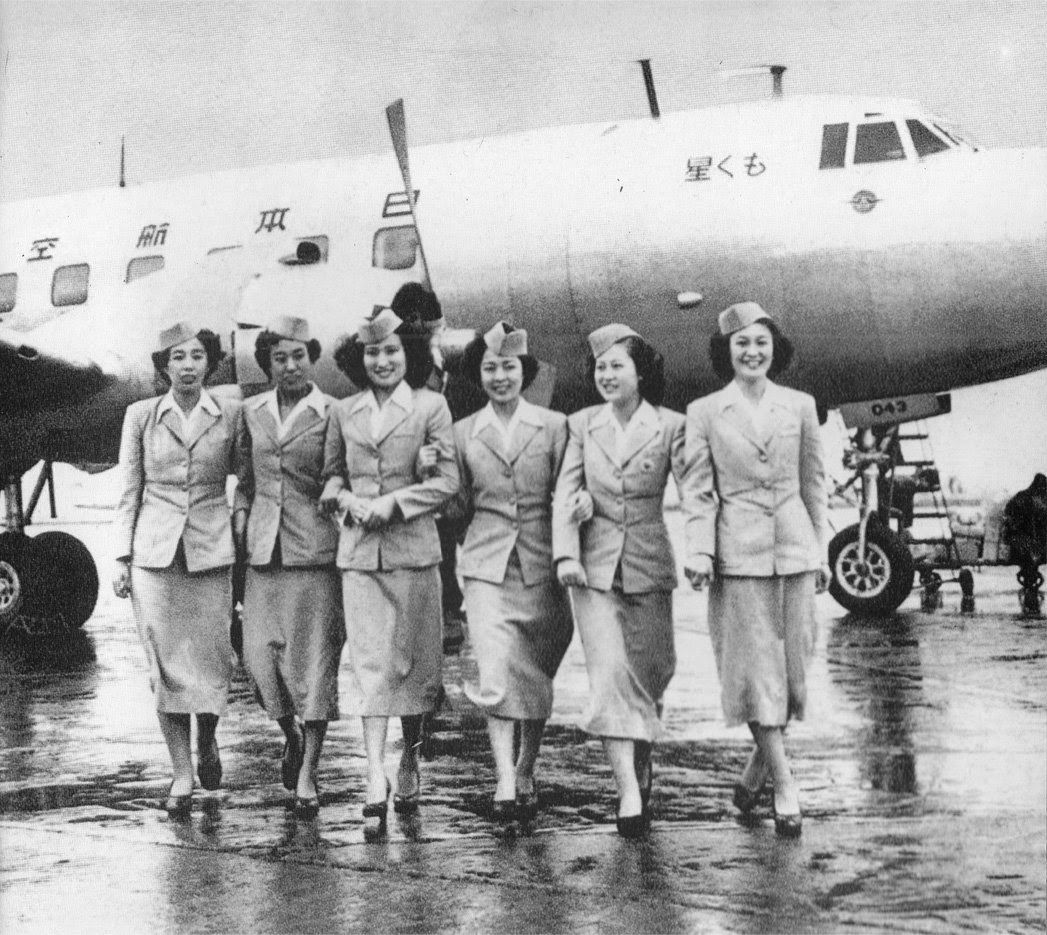
日本航空のマーチン2-0-2「もく星号」と客室乗務員

- 1月31日 - アメリカ合衆国のチャールズ・ブレアが、P-51改造機（エクスキャリバーIII)を使って高度10,000m以上で飛ぶことによって、ジェット気流を利用し、ニューヨーク - ロンドン間約5600kmを7時間48分、平均速度700km/h以上で飛行した。
- 2月21日 - イギリスの爆撃機、イングリッシュ・エレクトリック キャンベラが、ジェット機による最初の無給油、無着陸大西洋横断飛行を行った。飛行時間は4時間37分であった。
- 3月6日 - マーチンが、キャンベラをB-57として製造する権利を得た。
- 3月15日 - カンタス航空の飛行艇が、オーストラリアのシドニーからイースター島経由で、チリのバルパライソまでの南太平洋横断飛行に成功した。
- 4月12日 - 朝鮮戦争で48機のアメリカ空軍のB-29スーパーフォートレスが、鴨緑江の 新義州鉄橋を爆撃した。
- 5月1日 - アメリカ海軍の航空母艦プリンストンから発進したA-1 スカイレーダーとF4U コルセアが、華川ダムを攻撃した。
- 5月20日 - アメリカ空軍のジェームズ・ジャバラ(James Jabara)が、F-86セーバーで5機目のMiG-15を撃墜し、ジェット戦闘機に搭乗する最初のエース・パイロットとなった。
- 5月29日 - チャールズ・ブレアが、P-51改造機で北極を越える最初の単独飛行を行った。
- 6月8日 - 南ベトナムの航空会社エア・ベトナムが設立された。
- 7月 - イギリス空軍の夜間戦闘機部隊、No. 25スコードロンがデ・ハビランド バンパイアNF10を装備し、ジェット戦闘機を装備する最初の夜間戦闘機部隊となった。
- 7月6日 - 北朝鮮上空で、KB-29がRF-80 シューティング・スターに空中給油し、戦闘状況下での初の空中給油となった。
- 8月 - カナダ空軍のアクロバット飛行チーム、ブルー・デビルスが解散した。
- 8月1日 - 日本航空株式会社設立。
- 8月7日 - ダグラス社のテストパイロット、ビル・ブリッジマンが、ダグラス スカイロケット（D-558-2）で、マッハ1.88 (1,992 km/h)の速度記録を樹立した。
- 8月15日 - ビル・ブリッジマンが、ダグラス スカイロケットで22,706 mの高高度飛行記録を樹立した。
- 8月15日 - BEAがDC-3を改造し、ロールス・ロイス ダート ターボプロップエンジンを装着し、ターボ・プロップ機による運航を開始した。
- 9月16日 - 航空母艦エセックスで、被弾した F2H-2 バンシーの着艦時の事故により、艦上の7人の兵士が死亡した。
- 9月21日 - アメリカ海兵隊がヘリコプター、シコルスキー HRS、12機で228人の兵士の上陸を行い、最初の本格的なヘリコプターの戦時使用を行った。
- 10月23日 - 北朝鮮の空港を攻撃したB-29の3機が撃墜され、4機が韓国に不時着、3機が重大な損傷を受ける被害を受け、この後B-29は昼間爆撃には用いられなくなった。
- 10月25日 - 日本航空がノースウエスト航空のマーチン2-0-2を3機使って、ノースウエスト航空の操縦クルーによって運行を始める。
- 12月1日 - オーストラリア空軍のブルース・ゴージャリー (Bruce Gogerly)がMiG-15を撃墜し、朝鮮戦争で4機の撃墜記録をのこした最初のオーストラリア空軍のパイロットとなった。
- 12月9日 - イタリアの軍用練習機で、イタリア最初の真のジェット機のフィアット G.80が初飛行した。
- 12月13日 - アメリカ空軍のジョージ・デービスが、1日で4機のMiG-15を撃墜した。

## 1951年に初飛行した機体の画像

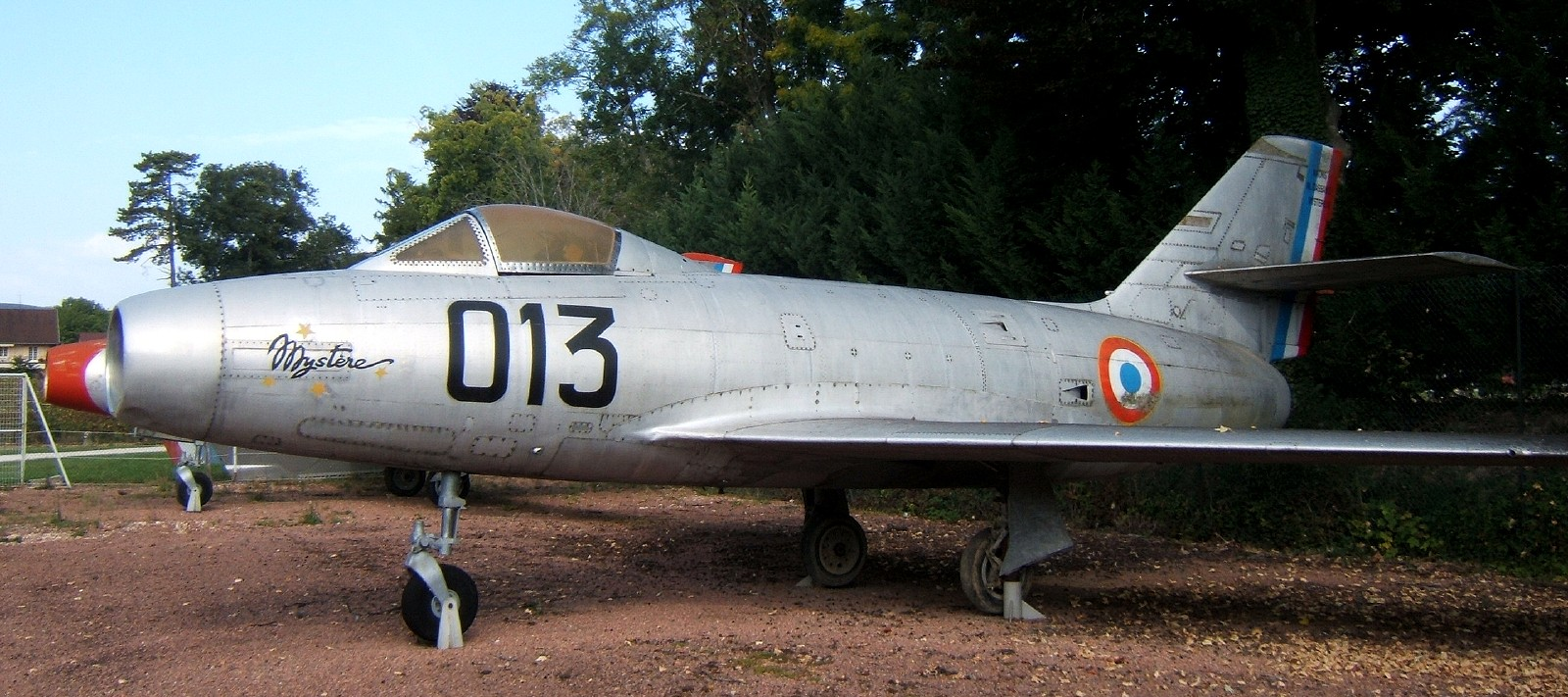
ダッソー ミステール （2月23日）
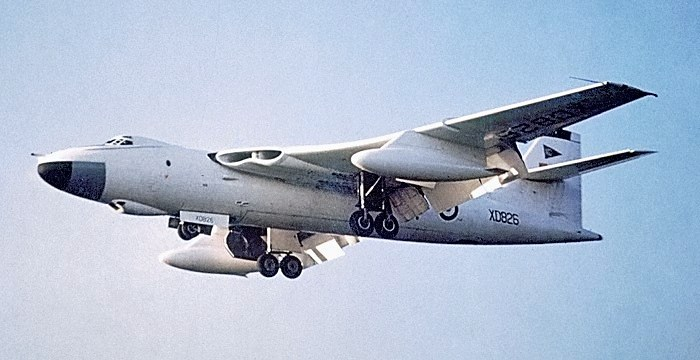
ビッカース ヴァリアント （5月18日）
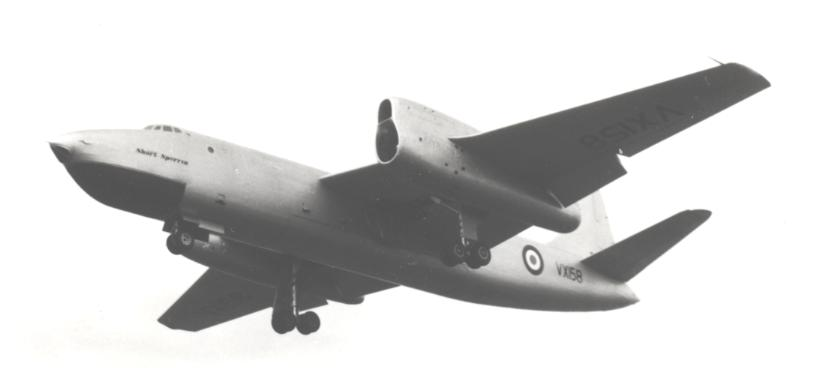
ショート スペリン （8月10日）
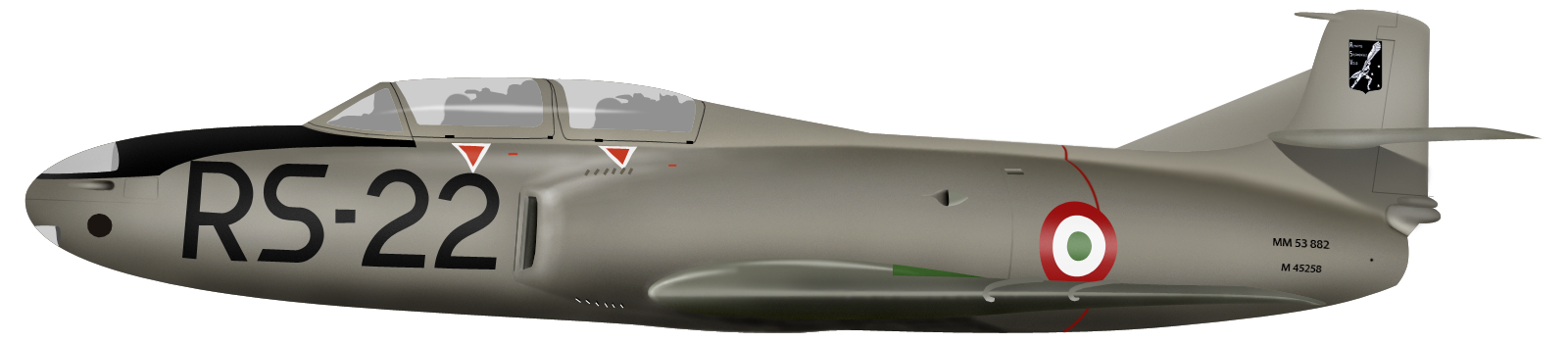
フィアット G.80 （12月9日）

## 航空に関する賞の受賞者
- ハーモン・トロフィー： チャールズ・ブレア Jr.、ジャクリーヌ・オリオール、カール・セイバーリック
- デラボー賞：フレッド・アスカニ
- FAI・ゴールド・エア・メダル：エドワード・ウォーナー(Edward P. Warner)[1]
- イギリス飛行クラブ金賞：フィリップ・ウィルス(Philip Aubrey Wills)--グライダー・チャンピオン

## 脚註
1. ↑  Edward P. Warner(earlyaviators.com)英語)